# Вергейчик, Кирилл Юрьевич
Кири́лл Ю́рьевич Верге́йчик (бел. Кірыл Юр'евіч Вяргейчык; род. 23 августа 1991, Минск) — белорусский футболист, выступавший на позиции нападающего. Мастер спорта Республики Беларусь. Сын известного белорусского футболиста и функционера Юрия Вергейчика.

## Карьера

### Клубная
Начинал карьеру в солигорском «Шахтере», где тренером был его отец. Постепенно стал проходить в основной состав. Вторую половину 2012 года провел в аренде в «Торпедо-БелАЗ», где постоянно выходил в основе.
После окончания сезона 2012 вернулся в «Шахтер». В сезоне 2013 стал чаще появляться на поле, обычно выходя на замену.
В марте 2014 года на правах аренды перешёл в брестское «Динамо», где стал прочно выступать на позиции центрального или флангового нападающего. В декабре того же года вернулся в «Шахтер».
В январе 2016 года прибыл на просмотр в «Слуцк», но не подошел клубу. Вскоре присоединился к «Неману», с которым в марте подписал контракт. В августе 2016 года, оставив гродненский клуб, стал игроком «Витебска». В «Витебске» сначала выходил на замену, после стал появляться и в стартовом составе. В сезоне 2018 с 11 голами стал одним из лучших бомбардиров команды.
11 января 2019 года был представлен в качестве игрока клуба «Динамо-Минск». Чаще всего выходил на замену. В сентябре 2020 года на правах аренды вернулся в «Витебск». В декабре Вергейчик покинул команду.  Вскоре стало известно об его уходе из минского «Динамо».
В феврале 2021 года подписал контракт со «Слуцком». В январе 2024 года футболист сообщил, что завершает профессиональную карьеру футболиста. Вскоре футболист официально покинул и слуцкий клуб.

### Международная
Сыграл 5 матчей за молодёжную сборную Беларуси.

## Достижения
- Серебряный призёр чемпионата Беларуси (3): 2010, 2011, 2013
- Бронзовый призёр чемпионата Беларуси: 2015

## Статистика
| Сезон    | Дивизион | Клуб               | Страна                    | Матчи | Голы |
| -------- | -------- | ------------------ | ------------------------- | ----- | ---- |
| 2007     | дубль    | Шахтёр (Солигорск) | Флаг Беларуси (1995—2012) | 8     | 0    |
| 2008     | дубль    | Шахтёр (Солигорск) | Флаг Беларуси (1995—2012) | 26    | 6    |
| 2009     | дубль    | Шахтёр (Солигорск) | Флаг Беларуси (1995—2012) | 23    | 13   |
| 2010     | Д1       | Шахтёр (Солигорск) | Флаг Беларуси (1995—2012) | 4     | 0    |
| 2011     | Д1       | Шахтёр (Солигорск) | Флаг Беларуси (1995—2012) | 15    | 1    |
| 2012 (1) | Д1       | Шахтёр (Солигорск) | Флаг Беларуси (1995—2012) | 3     | 0    |
| 2012 (2) | Д1       | Торпедо-БелАЗ      | Флаг Беларуси (1995—2012) | 11    | 2    |
| 2013     | Д1       | Шахтёр (Солигорск) | Флаг Беларуси             | 18    | 0    |
| 2014     | Д1       | Динамо-Брест       | Флаг Беларуси             | 27    | 4    |
| 2015     | Д1       | Шахтёр (Солигорск) | Флаг Беларуси             | 14    | 2    |
| 2016 (1) | Д1       | Неман (Гродно)     | Флаг Беларуси             | 11    | 0    |
| 2016 (2) | Д1       | Витебск            | Флаг Беларуси             | 14    | 2    |
| 2017     | Д1       | Витебск            | Флаг Беларуси             | 26    | 7    |
| 2018     | Д1       | Витебск            | Флаг Беларуси             | 30    | 11   |
| 2019     | Д1       | Динамо (Минск)     | Флаг Беларуси             | 11    | 1    |
| 2020 (1) | Д1       | Динамо (Минск)     | Флаг Беларуси             | 12    | 1    |
| 2020 (2) | Д1       | Витебск            | Флаг Беларуси             | 5     | 0    |
| 2021     | Д1       | Слуцк              | Флаг Беларуси             | 21    | 3    |
| 2022     | Д1       | Слуцк              | Флаг Беларуси             | 27    | 6    |
| 2023     | Д1       | Слуцк              | Флаг Беларуси             | 23    | 0    |